# Annibale De Mas
Annibale De Mas (... – 15 febbraio 1969) è stato un politico italiano.

## Biografia
Imprenditore, fondatore della De Mas Annibale & C., ditta di commercio materiali edili. Impegnato in politica con la Democrazia Cristiana, è stato sindaco di Belluno per tre legislature, dal 1957 al 1967.
A De Mas è intitolato uno dei due palasport cittadini di Belluno.